# Lista över olympiska dammedaljörer i fäktning
Detta är en lista över alla medaljörer i fäktning vid olympiska spelen på damsidan från 1924 till 2021. Se även Lista över olympiska herrmedaljörer i fäktning

## Individuell florett

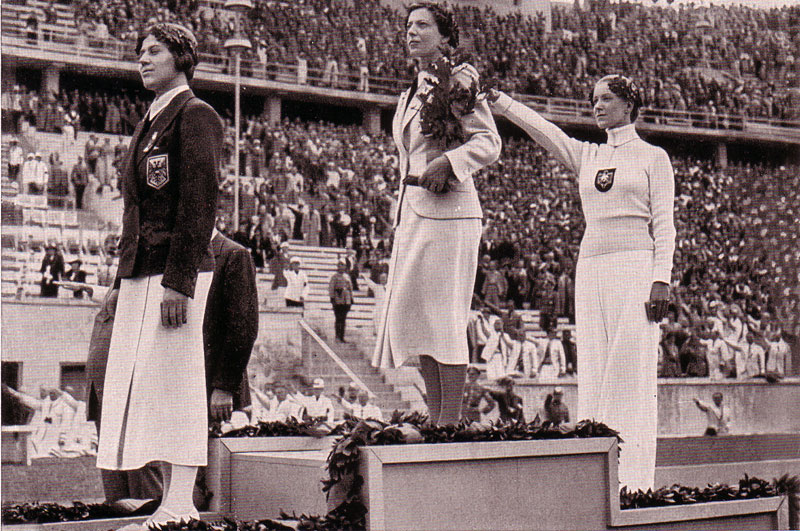
Medaljörerna i florett 1936 i Berlin.

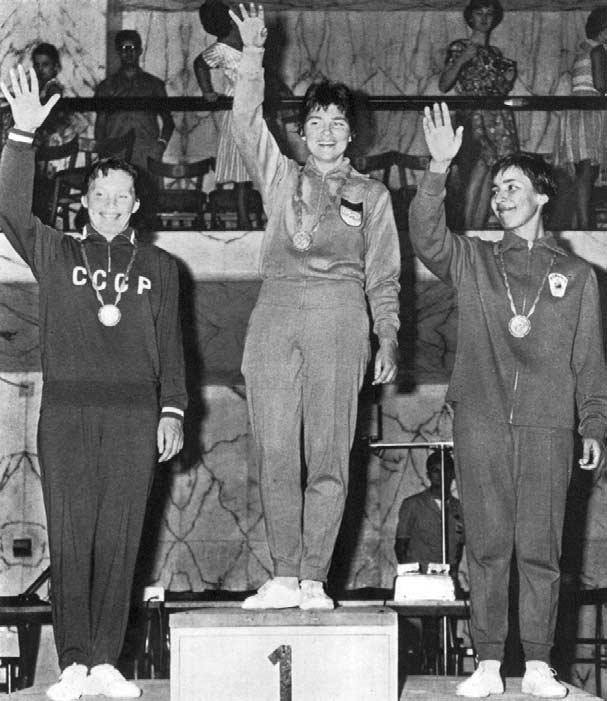
Medaljörerna i florett vid sommarspelen 1960.

| Spel                            | Guld                          | Silver                        | Brons                        |
| Paris 1924 Detaljer...          | Ellen Osiier (DEN)            | Gladys Davies (GBR)           | Grete Heckscher (DEN)        |
| Amsterdam 1928 Detaljer...      | Helene Mayer (GER)            | Muriel Freeman (GBR)          | Olga Oelkers (GER)           |
| Los Angeles 1932 Detaljer...    | Ellen Preis (AUT)             | Judy Guinness (GBR)           | Erna Bogen (HUN)             |
| Berlin 1936 Detaljer...         | Ilona Elek (HUN)              | Helene Mayer (GER)            | Ellen Preis (AUT)            |
| London 1948 Detaljer...         | Ilona Elek (HUN)              | Karen Lachmann (DEN)          | Ellen Mueller (AUT)          |
| Helsinki 1952 Detaljer...       | Irene Camber (ITA)            | Ilona Elek (HUN)              | Karen Lachmann (DEN)         |
| Melbourne 1956 Detaljer...      | Gillian Sheen (GBR)           | Olga Orbán (ROU)              | Renée Garilhe (FRA)          |
| Rom 1960 Detaljer...            | Heidi Schmid (EUA)            | Valentina Rastvorova (URS)    | Maria Vicol (ROU)            |
| Tokyo 1964 Detaljer...          | Ildikó Újlaky-Rejtő (HUN)     | Helga Mees (EUA)              | Antonella Ragno (ITA)        |
| Mexico City 1968 Detaljer...    | Jelena Novikova-Belova (URS)  | Pilar Roldán (MEX)            | Ildikó Újlaky-Rejtő (HUN)    |
| München 1972 Detaljer...        | Antonella Ragno-Lonzi (ITA)   | Ildikó Bóbis (HUN)            | Galina Gorochova (URS)       |
| Montréal 1976 Detaljer...       | Ildikó Schwarczenberger (HUN) | Maria Consolata Collino (ITA) | Jelena Novikova-Belova (URS) |
| Moskva 1980 Detaljer...         | Pascale Trinquet (FRA)        | Magda Maros (HUN)             | Barbara Wysoczańska (POL)    |
| Los Angeles 1984 Detaljer...    | Jujie Luan (CHN)              | Cornelia Hanisch (FRG)        | Dorina Vaccaroni (ITA)       |
| Seoul 1988 Detaljer...          | Anja Fichtel (FRG)            | Sabine Bau (FRG)              | Zita Funkenhauser (FRG)      |
| Barcelona 1992 Detaljer...      | Giovanna Trillini (ITA)       | Wang Huifeng (CHN)            | Tatiana Sadovskaja (EUN)     |
| Atlanta 1996 Detaljer...        | Laura Badea (ROU)             | Valentina Vezzali (ITA)       | Giovanna Trillini (ITA)      |
| Sydney 2000 Detaljer...         | Valentina Vezzali (ITA)       | Rita König (GER)              | Giovanna Trillini (ITA)      |
| Aten 2004 Detaljer...           | Valentina Vezzali (ITA)       | Giovanna Trillini (ITA)       | Sylwia Gruchała (POL)        |
| Peking 2008 Detaljer...         | Valentina Vezzali (ITA)       | Nam Hyun-hee (KOR)            | Margherita Granbassi (ITA)   |
| London 2012 Detaljer...         | Elisa Di Francisca (ITA)      | Arianna Errigo (ITA)          | Valentina Vezzali (ITA)      |
| Rio de Janeiro 2016 Detaljer... | Inna Deriglazova (RUS)        | Elisa Di Francisca (ITA)      | Inès Boubakri (TUN)          |
| Tokyo 2020 Detaljer...          | Lee Kiefer (USA)              | Inna Deriglazova (ROC)        | Larisa Korobejnikova (ROC)   |

## Lagtävling i florett

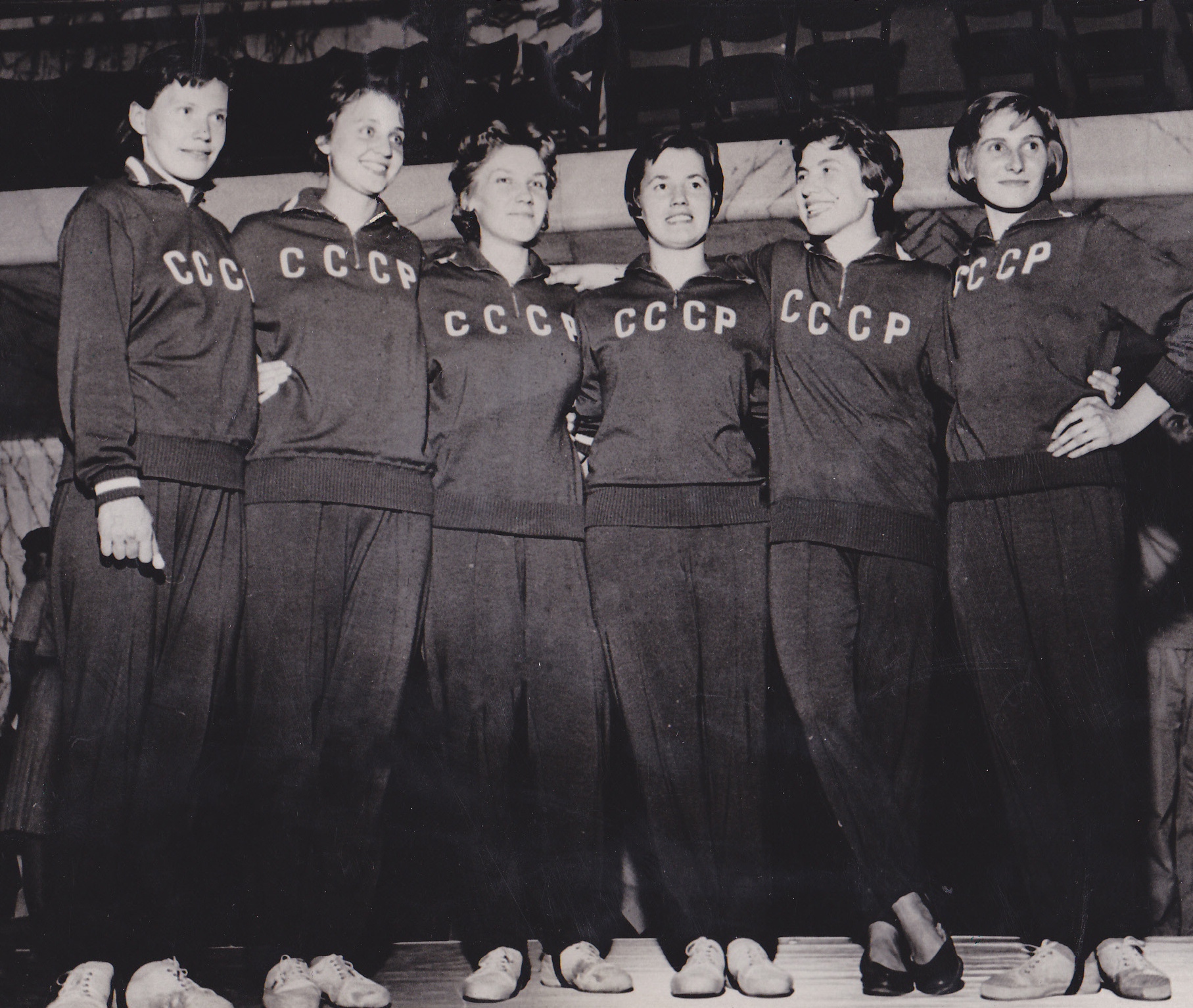
Guldmedaljörerna i lagtävlingen i florett 1960.

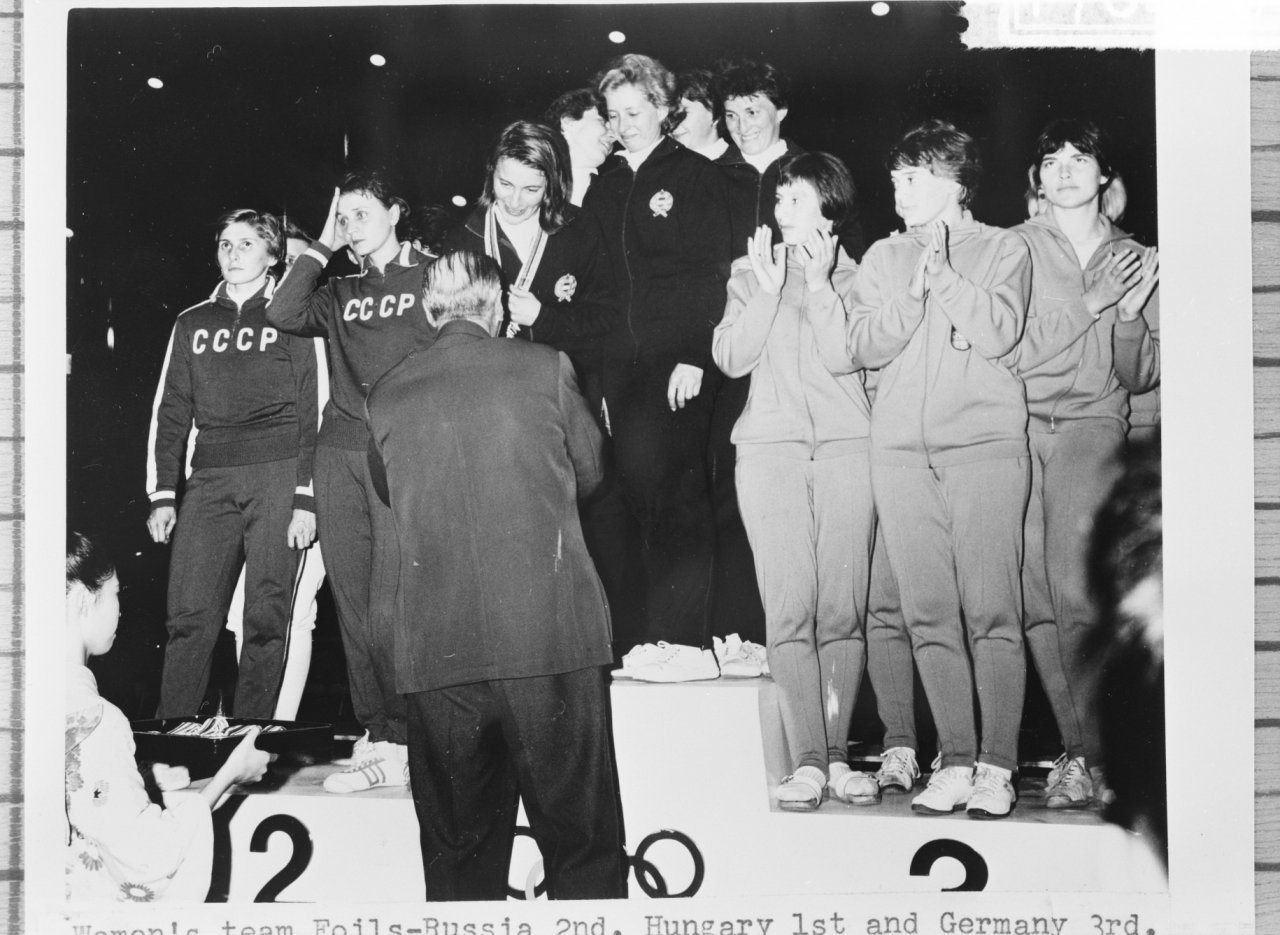
Medaljörerna i lagtävlingen i florett vid sommarspelen 1964 i Tokyo.

| Spel                         | Guld | Silver | Brons |
| Rom 1960 Detaljer...         | Sovjetunionen Valentina Prudskova Aleksandra Zabelina Ljudmila Sjisjova Tatjana Petrenko Galina Gorochova Valentina Rastvorova | Ungern Györgyi Marvalics Ildikó Újlaky-Rejtő Magdolna Nyári Katalin Juhász Lídia Dömölky                                | Italien Bruna Colombetti Velleda Cesari Claudia Pasini Irene Camber Antonella Ragno-Lonzi                      |
| Tokyo 1964 Detaljer...       | Ungern Paula Marosi Katalin Juhász Judit Ágoston Lídia Dömölky Ildikó Újlaky-Rejtő                                             | Sovjetunionen Ljudmila Sjisjova Valentina Prudskova Valentina Rastvorova Tatjana Samusenko Galina Gorochova             | Tysklands förenade lag Heidi Schmid Helga Mees Rosemarie Scherberger Gudrun Theuerkauff                        |
| Mexico City 1968 Detaljer... | Sovjetunionen Aleksandra Zabelina Tatjana Samusenko Jelena Novikova-Belova Galina Gorochova Svetlana Tjirkova                  | Ungern Lídia Dömölky Ildikó Bóbis Ildikó Újlaky-Rejtő Mária Gulácsy Paula Marosi                                        | Rumänien Ecaterina Stahl-Iencic Ileana Gyulai-Drîmbă-Jenei Maria Vicol Olga Orban-Szabo Ana Derșidan-Ene-Pascu |
| München 1972 Detaljer...     | Sovjetunionen Jelena Novikova-Belova Galina Gorochova Tatjana Samusenko Aleksandra Zabelina Svetlana Tjirkova                  | Ungern Ildikó Bóbis Ildikó Újlaky-Rejtő Ildikó Schwarczenberger Mária Szolnoki Ildikó Rónay                             | Rumänien Ileana Gyulai-Drîmbă-Jenei Ana Derșidan-Ene-Pascu Ecaterina Stahl-Iencic Olga Orban-Szabo             |
| Montréal 1976 Detaljer...    | Sovjetunionen Jelena Novikova-Belova Olga Knjazeva Valentina Sidorova Nailja Giljazova Valentina Nikonova                      | Frankrike Brigitte Latrille-Gaudin Brigitte Gapais-Dumont Christine Muzio Véronique Trinquet Claudette Herbster-Josland | Ungern Ildikó Schwarczenberger Edit Kovács Magda Maros Ildikó Újlaky-Rejtő Ildikó Bóbis                        |
| Moskva 1980 Detaljer...      | Frankrike Brigitte Latrille-Gaudin Pascale Trinquet Isabelle Bégard Véronique Brouquier Christine Muzio                        | Sovjetunionen Valentina Sidorova Nailja Giljazova Jelena Novikova-Belova Irina Usjakova Larisa Tsagarajeva              | Ungern Ildikó Schwarczenberger Magda Maros Gertrúd Stefanek Zsuzsanna Szőcs Edit Kovács                        |
| Los Angeles 1984 Detaljer... | Västtyskland Ute Kircheis-Wessel Christiane Weber Cornelia Hanisch Sabine Bischoff Zita Funkenhauser                           | Rumänien Aurora Dan Monika Veber-Kosztó Rozalia Oros Marcela Moldovan-Zsak Elisabeta Guzganu-Tufan                      | Frankrike Laurence Modaine Pascale Trinquet-Hachin Brigitte Latrille-Gaudin Véronique Brouquier Anne Meygret   |
| Seoul 1988 Detaljer...       | Västtyskland Sabine Bau Anja Fichtel-Mauritz Zita Funkenhauser Annette Klug Christiane Weber                                   | Italien Francesca Bortolozzi-Borella Annapia Gandolfi Lucia Traversa Dorina Vaccaroni Margherita Zalaffi                | Ungern Zsuzsa Jánosi Edit Kovács Gertrúd Stefanek Zsuzsanna Szőcs Katalin Tuschák                              |
| Barcelona 1992 Detaljer...   | Italien Diana Bianchedi Francesca Bortolozzi-Borella Giovanna Trillini Dorina Vaccaroni Margherita Zalaffi                     | Tyskland Sabine Bau Zita Funkenhauser Annette Dobmeier Anja Fichtel-Mauritz Monika Weber-Koszto                         | Rumänien Reka Szabo-Lazar Claudia Grigorescu Elisabeta Tufan Laura Badea Roxana Dumitrescu                     |
| Atlanta 1996 Detaljer...     | Italien Francesca Bortolozzi-Borella Giovanna Trillini Valentina Vezzali                                                       | Rumänien Laura Badea Reka Szabo Roxana Scarlat                                                                          | Tyskland Anja Fichtel-Mauritz Sabine Bau Monika Weber-Koszto                                                   |
| Sydney 2000 Detaljer...      | Italien Diana Bianchedi Giovanna Trillini Valentina Vezzali                                                                    | Polen Sylwia Gruchała Magdalena Mroczkiewicz Anna Rybicka Barbara Wolnicka                                              | Tyskland Sabine Bau Rita König Monika Weber                                                                    |
| Aten 2004                    | Ingick inte i det olympiska programmet                                                                                         | Ingick inte i det olympiska programmet                                                                                  | Ingick inte i det olympiska programmet                                                                         |
| Peking 2008 Detaljer...      | Ryssland Svetlana Bojko Aida Sjanajeva Viktorija Nikisjina Jevgenija Lamonova                                                  | USA Emily Cross Hanna Thompson Erinn Smart                                                                              | Italien Valentina Vezzali Giovanna Trillini Margherita Granbassi Ilaria Salvatori                              |
| London 2012 Detaljer...      | Italien Valentina Vezzali Elisa Di Francisca Arianna Errigo Ilaria Salvatori                                                   | Ryssland Aida Sjanajeva Larisa Korobejnikova Inna Deriglazova Kamilla Gafurzianova                                      | Sydkorea Nam Hyun-hee Jeon Hee-sook Jung Gil-ok Oh Ha-na                                                       |
| Rio de Janeiro 2016          | Ingick inte i det olympiska programmet                                                                                         | Ingick inte i det olympiska programmet                                                                                  | Ingick inte i det olympiska programmet                                                                         |
| Tokyo 2020 Detaljer...       | ROC Inna Deriglazova Larisa Korobejnikova Adelina Zagidullina Marta Martjanova                                                 | Frankrike Anita Blaze Astrid Guyart Pauline Ranvier Ysaora Thibus                                                       | Italien Martina Batini Erica Cipressa Arianna Errigo Alice Volpi                                               |

## Individuell värja
| Spel                            | Guld                   | Silver                       | Brons                       |
| Atlanta 1996 Detaljer...        | Laura Flessel (FRA)    | Valérie Barlois (FRA)        | Györgyi Szalay (HUN)        |
| Sydney 2000 Detaljer...         | Tímea Nagy (HUN)       | Gianna Hablützel-Bürki (SUI) | Laura Flessel-Colovic (FRA) |
| Aten 2004 Detaljer...           | Tímea Nagy (HUN)       | Laura Flessel-Colovic (FRA)  | Maureen Nisima (FRA)        |
| Peking 2008 Detaljer...         | Britta Heidemann (GER) | Ana Maria Brânză (ROU)       | Ildikó Mincza-Nébald (HUN)  |
| London 2012 Detaljer...         | Jana Sjemjakina (UKR)  | Britta Heidemann (GER)       | Sun Yujie (CHN)             |
| Rio de Janeiro 2016 Detaljer... | Emese Szász (HUN)      | Rossella Fiamingo (ITA)      | Sun Yiwen (CHN)             |
| Tokyo 2020 Detaljer...          | Sun Yiwen (CHN)        | Ana Maria Popescu (ROU)      | Katrina Lehis (EST)         |

## Lagtävling i värja

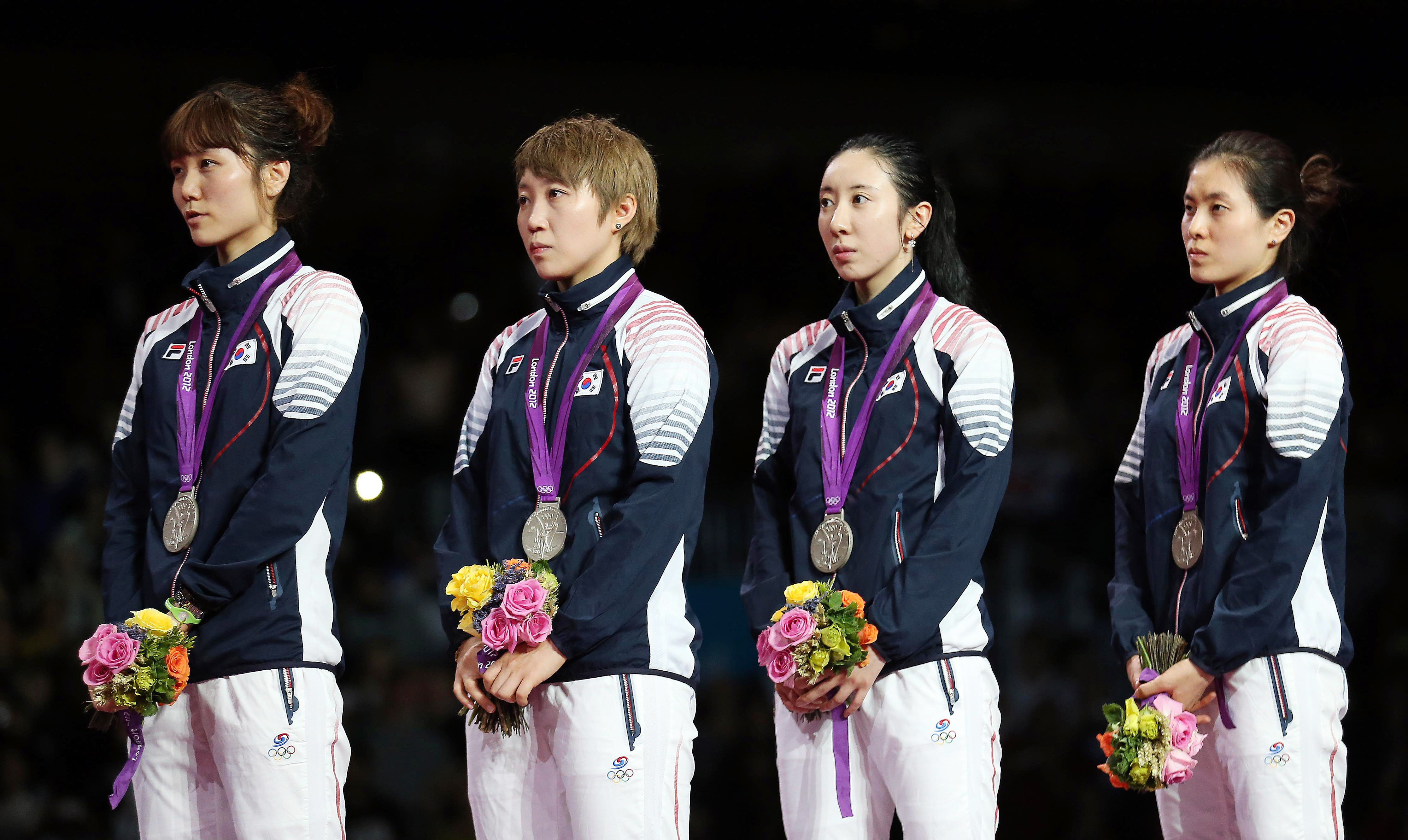
Det koreanska laget som tog silver i lagtävlingen i värja 2012.

| Spel                            | Guld                                                                       | Silver                                                        | Brons                                                                               |
| Atlanta 1996 Detaljer...        | Frankrike Laura Flessel Sophie Moressée-Pichot Valérie Barlois             | Italien Laura Chiesa Elisa Uga Margherita Zalaffi             | Ryssland Marija Mazina Julija Garajeva Karina Aznavurjan                            |
| Sydney 2000 Detaljer...         | Ryssland Karina Aznavurjan Oksana Jermakova Tatjana Logunova Marija Mazina | Schweiz Gianna Hablützel-Bürki Sophie Lamon Diana Romagnoli   | Kina Li Na Liang Qin Yang Shaoqi                                                    |
| Aten 2004 Detaljer...           | Ryssland Karina Aznavurjan Oksana Jermakova Tatjana Logunova Anna Sivkova  | Tyskland Claudia Bokel Imke Duplitzer Britta Heidemann        | Frankrike Sarah Daninthe Laura Flessel-Colovic Hajnalka Kiraly Picot Maureen Nisima |
| Peking 2008                     | Ingick inte i det olympiska programmet                                     | Ingick inte i det olympiska programmet                        | Ingick inte i det olympiska programmet                                              |
| London 2012 Detaljer...         | Kina Sun Yujie Xu Anqi Li Na Luo Xiaojuan                                  | Sydkorea Shin A-lam Choi In-jeong Jung Hyo-jung Choi Eun-sook | USA Courtney Hurley Kelley Hurley Maya Lawrence Susie Scanlan                       |
| Rio de Janeiro 2016 Detaljer... | Rumänien Loredana Dinu Simona Gherman Simona Pop Ana Maria Popescu         | Kina Hao Jialu Sun Yiwen Sun Yujie Xu Anqi                    | Ryssland Olga Kotjneva Violetta Kolobova Tatjana Logunova Ljubov Sjutova            |
| Tokyo 2020 Detaljer...          | Estland Julia Beljajeva Irina Embrich Erika Kirpu Katrina Lehis            | Sydkorea Choi In-jeong Kang Young-mi Lee Hye-in Song Se-ra    | Italien Rossella Fiamingo Federica Isola Mara Navarria Alberta Santuccio            |

## Individuell sabel
| Spel                            | Guld                     | Silver               | Brons               |
| Aten 2004 Detaljer...           | Mariel Zagunis (USA)     | Tan Xue (CHN)        | Sada Jacobson (USA) |
| Peking 2008 Detaljer...         | Mariel Zagunis (USA)     | Sada Jacobson (USA)  | Becca Ward (USA)    |
| London 2012 Detaljer...         | Kim Ji-yeon (KOR)        | Sofja Velikaja (RUS) | Olha Charlan (UKR)  |
| Rio de Janeiro 2016 Detaljer... | Jana Jegorjan (RUS)      | Sofja Velikaja (RUS) | Olha Charlan (UKR)  |
| Tokyo 2020 Detaljer...          | Sofija Pozdnjakova (ROC) | Sofja Velikaja (ROC) | Manon Brunet (FRA)  |

## Lagtävling i sabel
| Spel                            | Guld                                                                        | Silver                                                               | Brons                                                              |
| Peking 2008 Detaljer...         | Ukraina Olha Zjovnir Olha Charlan Halyna Pundyk Olena Chomrova              | Kina Bao Yingying Huang Haiyang Ni Hong Tan Xue                      | USA Sada Jacobson Becca Ward Mariel Zagunis                        |
| London 2012                     | Ingick inte i det olympiska programmet                                      | Ingick inte i det olympiska programmet                               | Ingick inte i det olympiska programmet                             |
| Rio de Janeiro 2016 Detaljer... | Ryssland Jekaterina Djatjenko Jana Jegorjan Julija Gavrilova Sofja Velikaja | Ukraina Olha Charlan Alina Komasjtjuk Olena Kravatska Olena Voronina | USA Monica Aksamit Ibtihaj Muhammad Dagmara Wozniak Mariel Zagunis |
| Tokyo 2020 Detaljer...          | ROC Olga Nikitina Sofija Pozdnjakova Sofja Velikaja                         | Frankrike Sara Balzer Cécilia Berder Manon Brunet Charlotte Lembach  | Sydkorea Kim Ji-yeon Yoon Ji-su Seo Ji-yeon Choi Soo-yeon          |